# Râul Oticu
Râul Oticu este un râu din România, afluent al râului Buda. 